# إيدرسون تورمينا
ايدرسون تورمينا (14 مارس 1986 ببروسكه، سانتا كاتارينا في البرازيل - ) هو لاعب كرة قدم برازيلي في مركز الوسط. لعب مع بيرسخوت إيه سي ونادي أستيراس تريبوليس ونادي إنترناسيونال ونادي جوفنتودي ونادي جينك ونادي رويال شارلروا.

## وصلات خارجية
- إيدرسون تورمينا على موقع Soccerway.com (الإنجليزية)
- إيدرسون تورمينا على موقع AS.com (الإسبانية)